# Центральный университет штата Коннектикут
Университет Центрального Коннектикута (англ. Central Connecticut State University) — общественный университет США, расположенный в Нью-Бритене, штат Коннектикут, старейший общественный университет в штате. Основан в 1849 году, нынешний кампус открыт с 1922 года. Один из четырех университетов, входящих в систему Университета штата Коннектикут.

## История
История университета начинается с 1849 года, когда он был основан как Нормальная школа Нью-Бритена (6-я нормальная школа в США), с целью подготовки учителей. В период с 1867 по 1869 года школа была закрыта по решению Генеральной ассамблеи Коннектикута. В 1920 году началась подготовка учащихся по 4-х летним образовательным программам. В 1933 году Генеральная ассамблея на базе школы создает Педагогический колледж штата Коннектикут (Teachers College of Connecticut). В 1934 году состоялся первый выпуск бакалавров, насчитывающий более 60-и студентов. В 1935 году изменилось название учебного заведения на Колледж Центрального Коннектикута (Central Connecticut State College), а в 1983 году он получил современное название.

## Спорт
В университете действуют большое количество спортивных команд по многим видам спорта, среди которых: бейсбол, регби, лёгкая атлетика, хоккей, баскетбол, волейбол, футбол, теннис, фризби, гольф.
Официальным талисманом атлетов служит «Синий дьявол», а участники соревнований носят прозвище Синие дьяволы.